# Amegilla ochroleuca
Amegilla ochroleuca är en biart som först beskrevs av Pérez 1879.  Amegilla ochroleuca ingår i släktet Amegilla och familjen långtungebin. Inga underarter finns listade i Catalogue of Life.